# Temporada 1998-99 de los Seattle SuperSonics
La temporada 1998-99 fue la trigésimo segunda de los Seattle SuperSonics en la NBA. La temporada regular acabó con 25 victorias y 25 derrotas, ocupando el noveno puesto de la conferencia Oeste, no logrando clasificarse para los playoffs. Debido a un cierre patronal, la temporada regular comenzó el 5 de febrero de 1999 y se redujo de 82 partidos a 50.

## Elecciones en elDraft
| Ronda | Puesto | Jugador           | Posición | Nacionalidad   | Universidad/Club        |
| ----- | ------ | ----------------- | -------- | -------------- | ----------------------- |
| 1     | 27     | Vladimir Stepania | Pívot    | Georgia        | KK Olimpija             |
| 2     | 32     | Rashard Lewis     | Alero    | Estados Unidos | Alief Elsik High School |
| 2     | 33     | Jelani McCoy      | Pívot    | Estados Unidos | UCLA                    |

## Temporada regular
| División Pacífico        | División Pacífico | División Pacífico | División Pacífico | División Pacífico | División Pacífico | División Pacífico | División Pacífico | División Pacífico |
| Equipo                   | G                 | P                 | %                 | PD                | Casa              | Fuera             | Div               |                   |
| ------------------------ | ----------------- | ----------------- | ----------------- | ----------------- | ----------------- | ----------------- | ----------------- | ----------------- |
| y-Portland Trail Blazers | 35                | 15                | .700              | –                 | 22–3              | 13–12             | 15–7              |                   |
| x-Los Angeles Lakers     | 31                | 19                | .620              | 4                 | 18–7              | 13–12             | 14–8              |                   |
| x-Sacramento Kings       | 27                | 23                | .540              | 8                 | 16–9              | 11–14             | 11–9              |                   |
| x-Phoenix Suns           | 27                | 23                | .540              | 8                 | 15–10             | 12–13             | 9–10              |                   |
| Seattle SuperSonics      | 25                | 25                | .500              | 10                | 17–8              | 8–17              | 11–10             |                   |
| Golden State Warriors    | 21                | 29                | .420              | 14                | 13–12             | 8–17              | 8–11              |                   |
| Los Angeles Clippers     | 9                 | 41                | .180              | 26                | 6–19              | 3–22              | 3–16              |                   |

## Estadísticas

### Temporada regular
| Jugador           | PJ | PT | MPP  | %TC  | %3P   | %TL  | RPP | APP | ROB | TPP | PPP  |
| ----------------- | -- | -- | ---- | ---- | ----- | ---- | --- | --- | --- | --- | ---- |
| Gary Payton       | 50 | 50 | 40.2 | .434 | .295  | .721 | 4.9 | 8.7 | 2.2 | .2  | 21.7 |
| Detlef Schrempf   | 50 | 39 | 35.3 | .472 | .395  | .823 | 7.4 | 3.7 | .8  | .5  | 15.0 |
| Vin Baker         | 34 | 31 | 34.2 | .453 | .000  | .450 | 6.2 | 1.6 | .9  | 1.0 | 13.8 |
| Don MacLean       | 17 | 10 | 21.5 | .396 | .273  | .625 | 3.8 | .9  | .3  | .3  | 10.9 |
| Hersey Hawkins    | 50 | 34 | 32.9 | .419 | .306  | .902 | 4.0 | 2.5 | 1.6 | .4  | 10.3 |
| Dale Ellis        | 48 | 5  | 25.7 | .441 | .433  | .757 | 2.4 | .8  | .5  | .1  | 10.3 |
| Billy Owens       | 21 | 19 | 21.5 | .394 | .455  | .800 | 3.8 | 1.8 | .6  | .2  | 7.8  |
| Olden Polynice    | 48 | 47 | 30.9 | .472 | 1.000 | .309 | 8.9 | .9  | .4  | .6  | 7.7  |
| John Crotty†      | 24 | 0  | 15.1 | .405 | .371  | .851 | 1.3 | 2.4 | .4  | .0  | 6.1  |
| Vladimir Stepania | 23 | 6  | 13.6 | .424 | .000  | .525 | 3.3 | .5  | .4  | 1.0 | 5.5  |
| Jelani McCoy      | 26 | 0  | 12.7 | .737 |       | .500 | 3.0 | .2  | .4  | .8  | 5.1  |
| Aaron Williams    | 40 | 2  | 11.5 | .423 | .000  | .730 | 3.2 | .6  | .4  | .6  | 4.0  |
| Moochie Norris    | 12 | 0  | 11.7 | .325 | .400  | .375 | 1.7 | 2.0 | .6  | .0  | 3.2  |
| James Cotton      | 10 | 0  | 5.9  | .333 | .000  | .722 | 1.0 | .0  | .3  | .0  | 2.5  |
| Rashard Lewis     | 20 | 7  | 7.3  | .365 | .167  | .571 | 1.3 | .2  | .4  | .1  | 2.4  |
| Drew Barry        | 17 | 0  | 10.8 | .313 | .333  | .692 | 1.2 | 1.7 | .4  | .1  | 2.2  |

## Galardones y récords
| Jugador     | Galardón                                                        |
| Gary Payton | 2.º Mejor quinteto de la NBA Mejor quinteto defensivo de la NBA |